# F.I.N.E.*
F.I.N.E.* är en låt av Aerosmith skriven av Steven Tyler och Joe Perry. Låten släpptes som andra singeln från albumet Pump från 1989. Titeln står som förkortning för Fucked up, Insecure, Neurotic, Emotional.